# Dmitri Donskói
San Dmitri Ivánovich Donskói (Дми́трий Донско́й en el alfabeto ruso) o Dmitri del Don (12 de octubre de 1350 – 19 de mayo de 1389, Moscú), hijo de Iván II Krasnyi, reinó como el Príncipe de Moscú desde 1359 y Gran Príncipe de Vladímir desde 1363 hasta su muerte. Fue el primer príncipe de Moscú que desafió abiertamente la autoridad tártara en Rusia. Su apodo Donskói quiere decir «del Don»; se refiere a su gran victoria sobre los tártaros en la batalla de Kulikovo (1380) que tuvo lugar en el río Don.

## Principios del reinado

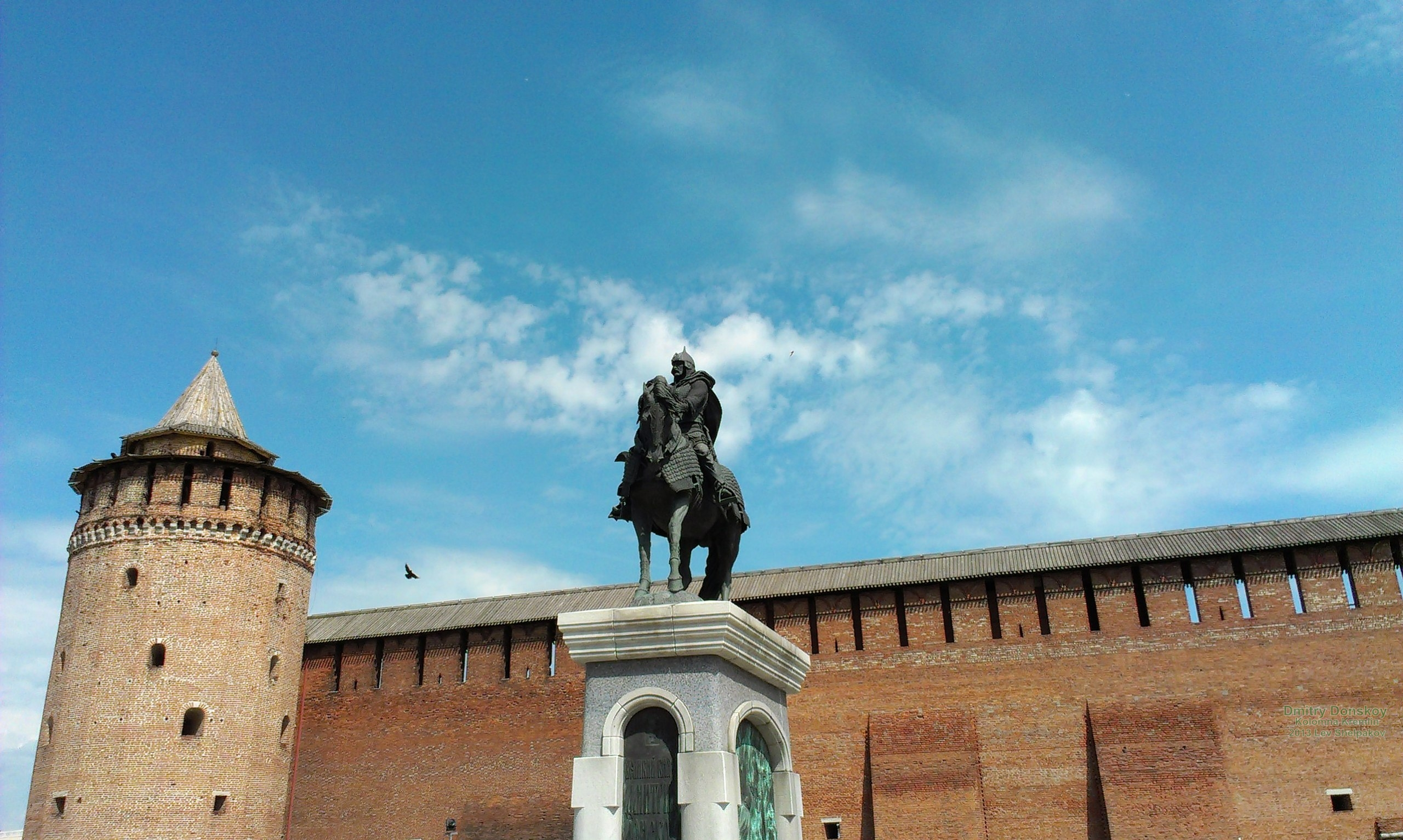
Monumento a Dmitri Donskói enfrente de la Torre Marínkina del Kremlin de Kolomna (Kolomna Kremlin)

Dmitri accedió al trono del principado de Moscú a los nueve años de edad. Durante su minoría las tareas de gobierno recayeron, de hecho, en el metropolitano Alejo de Moscú. En 1360 la mayor dignidad entre los príncipes rusos, la del Gran Príncipe de Vladímir, fue concedida por el kan de la Horda de Oro a Dmitri Konstantínovich de Nizhny Nóvgorod. En 1363, cuando ese príncipe había sido depuesto, Dmitri Ivánovich fue finalmente coronado en Vladímir. Tres años más tarde, hizo las paces con Dmitri Konstantínovich y se casó con su hija Eudoxia. En 1376, sus ejércitos unidos devastaron Bulgaria del Volga, un aliado de la Horda de Oro.
El acontecimiento más importante durante los primeros años del reinado de Dmitri fue la construcción del primer Kremlin de Moscú de piedra, acabado en 1367. La nueva fortaleza permitió a la ciudad soportar dos asedios de Algirdas de Lituania, en 1368 y 1370. El intento de un tercer sitio en 1372 acabó en el tratado de Lyubutsk. En 1375, Dmitri consiguió acabar con su conflicto con Miguel II de Tver sobre Vladímir a su favor. Otros príncipes de Rusia Septentrional también reconocieron su autoridad y contribuyeron con tropas a la lucha pendiente contra la Horda. A finales de su reinado Dmitri había doblado el territorio del principado de Moscovia.

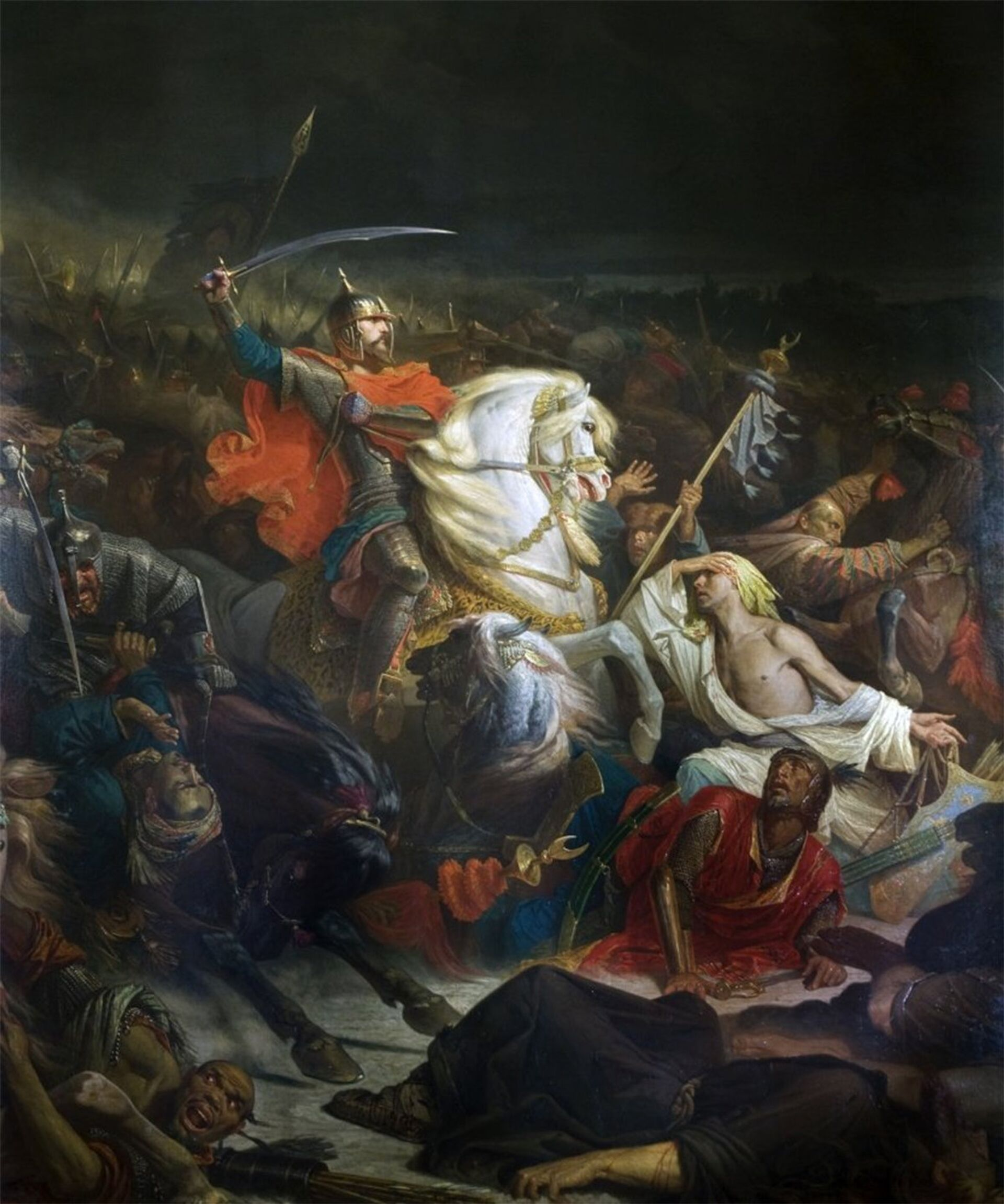
Dmitri Donskói en la batalla de Kulikovo.

## Lucha contra Mamái

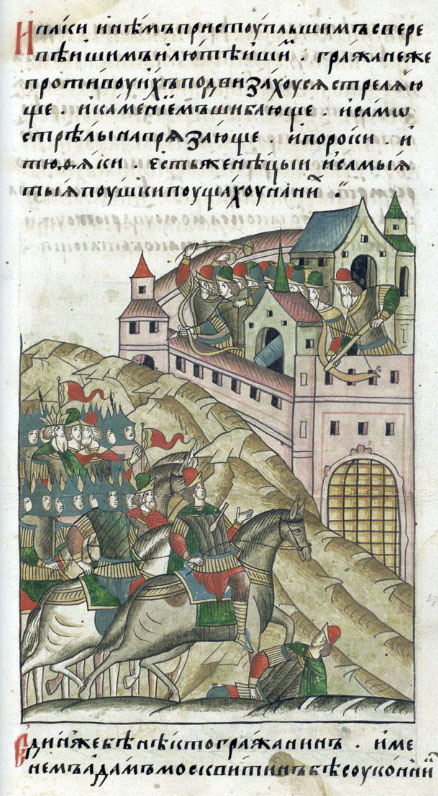
Defensa de Moscú de Toqtamish en 1382.

El vigésimo segundo año del reinado de Dmitri vio el comienzo del fin de la dominación mongol de partes de lo que hoy es Rusia. La Horda de Oro se hallaba severamente debilitada por la guerra civil y las rivalidades dinásticas. Dmitri se aprovechó de esta debilidad en la autoridad mongol para desafiar abiertamente a los tártaros.
Mientras, por un lado, actuó como recaudador de los tributos de los demás principados de Rusia para el jan de la Horda de Oro, Dmitri también es famoso por dirigir la primera victoria militar rusa sobre los mongoles. Mamái, un general mongol que reclamaba el trono, intentó castigar a Dmitri por intentar incrementar su poder. En 1378 Mamái envió un ejército mongol, pero fue derrotado por fuerzas de Dmitri en la batalla del río Vozha. Dos años más tarde Mamái personalmente guio una gran fuerza contra Moscú. Dmitri se encontró con él y lo derrotó en la batalla de Kulikovo. 
El derrotado Mamái fue destronado por un general mongol rival, Toqtamish.  Ese jan reafirmó el gobierno mongol sobre partes de lo que hoy es Rusia y arrasó Moscú por la resistencia de Dmitri frente a Mamái. Dmitri, sin embargo, afirmó su lealtad a Toqtamish y la Horda de Oro y fue reinstalado como principal recaudador de impuestos mongol y Gran Duque de Vladímir. A su muerte en 1389, Dmitri fue el primer Gran Duque que legó sus títulos a su hijo, Basilio sin consultar al jan.

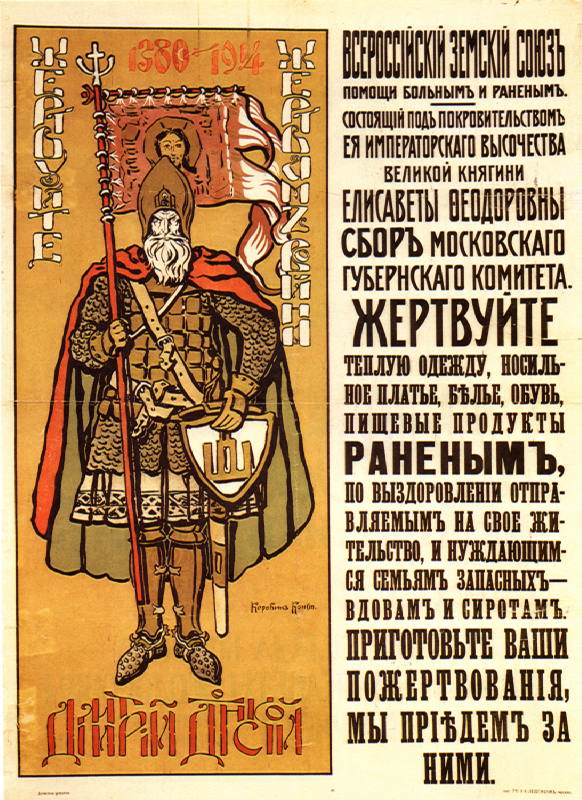
Dmitri Donskói en un póster patriótico de la Primera Guerra Mundial, por Konstantín Korovin.

## Matrimonio e hijos
Se casó con Eudoxia de Nizhny Nóvgorod. Era hija de Dmitri de Súzdal y Vasilisa de Rostov. Tuvieron al menos doce hijos:
- Daniil Dmítrievich (h. 1370 - 15 de septiembre de 1379).
- Basilio I de Moscú (30 de septiembre de 1371 - 27 de febrero de 1425).
- Sofia Dmítrievna. Casada con Teodoro Olégovich, príncipe de Riazán (reinó 1402-1427).
- Yuri Dmítrievich, duque de Zvenígorod y Gálich (26 de noviembre de 1374 - 5 de junio de 1434). Reclamó el trono de Moscú contra su sobrino Basilio II de Rusia.
- María Dmítrievna (m. 15 de mayo de 1399). Casada con Lengvenis.
- Anastasia Dmítrievna. Casada con Iván Vsévolodich, príncipe de Jolm, parte del principado de Tver (véase Красный Холм (Зубцовский район).
- Simeón Dmítrievich (m. 11 de septiembre de 1379).
- Iván Dmítrievich (m. 1393).
- Andréi Dmítrievich, príncipe de Mozhaysk (14 de agosto de 1382 - 9 de julio de 1432).
- Piotr Dmítrievich, príncipe de Dmítrov (29 de julio de 1385 - 10 de agosto de 1428).
- Anna Dmítrievna (n. 8 de enero de 1387). Casada con Yuri Patrikéievich. Su esposo era un hijo de Patrikéi, príncipe de Starodub y su esposa Helena. Su abuelo paterno fue Narimantas. El matrimonio consolidó su papel como un boyardo vinculado a Moscú.
- Konstantín Dmítrievich, príncipe de Pskov (14/15 de mayo de 1389 - 1433).

Está enterrado en el Panteón de los zares en la Catedral del Arcángel Miguel en el recinto del Kremlin de Moscú.

## Trivia
El más moderno submarino ruso (Proyecto 941 «Akula» o Tifón en código OTAN) fue nombrado en su honor.